# Ensam flicka i Paris
Ensam flicka i Paris (franska: Sans laisser d'adresse) är en fransk dramakomedi från 1951 i regi av Jean-Paul Le Chanois.

## Utmärkelser
Filmen vann Guldbjörnen för bästa film 1951.

## Rollista i urval
- Bernard Blier - Emile Gauthier
- Danièle Delorme - Thérèse Ravenaz
- Pierre Trabaud - Gaston
- Julien Carette - hantverkaren
- Arlette Marchal - Mme. Forestier
- Sophie Leclair - Raymonde
- Albert Michel - M. Marpin
- Gérard Oury - journalisten
- France Roche - Catherine
- Yvette Étiévant - Adrienne Gauthier
- Juliette Gréco - sångerskan